# Савет министара Србије и Црне Горе
Савет министара Државне заједнице Србије и Црне Горе је био носилац извршне власти Србије и Црне Горе.
Формиран је 7. марта 2003. године. Њега су чинила пет министарстава, и то:
- Министарство одбране;
- Министарство спољних послова;
- Министарство за међународне економске односе;
- Министарство за унутрашње економске односе;
- Министарство за људска и мањинска права.

Председник СЦГ је био по положају председник Савета министара.
Са престанком постојања Државне заједнице Србија и Црна Гора, дана 3. јуна 2006, престао је и мандат Савету министара.

## Чланови владе
| Функција                                       | Слика            | Име и презиме    | Странка | Белешке |
| ---------------------------------------------- | ---------------- | ---------------- | ------- | --- |
| Председник Савета министара Србије и Црне Горе | Светозар Маровић | Светозар Маровић | ДПС ЦГ  | 7. марта 2003. изабран за председника Србије и Црне Горе                                                                |
| Министар одбране                               | Борис Тадић      | Борис Тадић      | ДС      | од 17. марта 2003. У априлу 2004, Тадић је поднео оставку. После тога је служио као председник Србије од 2004. до 2012. |
| Министар одбране                               | Првослав Давинић | Првослав Давинић | Г17+    | од 16. априла 2004. |
| Министар одбране                               | Зоран Станковић  | Зоран Станковић  |         | од 21. октобра 2005. oд 2006. постао Министар одбране у Влади Републике Србије                                          |
| Министар спољних послова                       | Горан Свилановић | Горан Свилановић | ГСС     | од 17. марта 2003. |
| Министар спољних послова                       | Вук Драшковић    | Вук Драшковић    | СПО     | од 16. априла 2004. од 2006. постао Министар спољних послова у Влади Републике Србије                                   |
| Министар за међународне економске односе       |                  | Бранко Луковац   |         | од 17. марта 2003. aвгуста 2003. именован за амбасадора у Италији                                                       |
| Министар за међународне економске односе       |                  | Предраг Ивановић | ДПС ЦГ  | од 16. априла 2004. |
| Министар за унутрашње економске односе         |                  | Амир Нурковић    | СДП ЦГ  | од 17. марта 2003. |
| Министар за људска и мањинска права            | Расим Љајић      | Расим Љајић      | СДП     | од 17. марта 2003. |

За заменика министра спољних односа је 17. марта 2003. изабран Игор Лукшић, а 16. априла 2004. за заменика министра спољних односа је изабран Предраг Бошковић. За заменика министра одбране је 17. марта 2003. изабран Вукашин Мараш.
Уставном повељом СЦГ, предвиђено је да министри одбране и спољних послова не могу бити из исте републике-чланице. Међутим, договором тадашње владајуће коалиције у Србији (ДОС) и црногорске власти, постигнут је споразум да министри из ових надлежности могу бити из исте републике-чланице. Тада је за шефа дипломатије изабран Горан Свилановић, а за министра војног Борис Тадић.